# Casa Molines
La Casa Molines és una família andorrana i el nom que rep popularment l'empresa familiar Molines Patrimonis. Actualment un dels projectes més ambiciosos que duu a terme és el desenvolupament urbanístic sostenible de la Margineda a la parròquia d'Andorra la Vella.
Les germanes Molines, Carmen Maestre i Maria Maestre es van encarregar del patrimoni familiar després de la mort del seu pare a la dècada de 1950. L'any 2001, Carmen Maestre va constituir Molines Patrimonis, empresa dedicada a la gestió del patrimoni de la família Cardelús-Maestre.

## Història
Els orígens més antics documentats de la família es remunten al cavaller portugués Martín de Moles que es va establir al segle xiv al Principat d'Andorra i al Comtat d'Urgell. Els Moles van adquirir entre el segle xvi i el xix molt patrimoni, sobretot a Andorra la Vella, les Escaldes i Canillo. Incloent la finca de la Margineda, "que constitueix el domini territorial privat més antic del Principat".
Al segle xix és quan es va produir l'enllaç entre Maria Núria Moles i Antoni Maestre, aquest últim dit ja Molines.
- Martín de Moles, cavaller del segle xiv.
- Joan Moles o Joan Margarit, cardenal del segle xv.
- Antoni Moles (segle xviii), va encarregar l'anomenat Quadre de les Ànimes al pintor barroc Joan Casanovas.
- Pere Mateu Moles, Veguer Episcopal al segle xviii.
- Bonaventura Maestre Moles, síndic general al segle xix.